# 정서임
정서임은 대한민국의 배우이다. CF모델로 연예계에 첫 데뷔하였고 KBS 공채 탤런트 9기로 입문하였다.

## 학력
- 숭의여자고등학교
- 서울예술대학 방송연예과

## 경력
- 2005년 《26대 뉴욕한인회》 - 문화부회장 역임
- 2005년 《미스뉴욕》 - 심사위원
- 한류신문 홍보대사
- 칭찬합시다 운동중앙회 2017 방송부문 연기대상(한반도 통일위원회 주최)
- 충효대상  2017 방송부문 우수 연기대상

## 연기 활동

### 텔레비전 드라마
- 2023년 OTT드라마 [마이샵]-김형석 부인 역
- 2022년 웹드라마 《나는 세로에 캐스팅 됐다》- 어머니 역
- 2022년 시트콤 [조가네] - 미숙 역
- 2017년 ~ 2018년 OBS 《보톡쇼》- 왕근심 역
- 2003년 KBS2 단막극 드라마 시티 《엄마의 첫사랑》 (특별 출연)
- 1990년 KBS1 대하드라마 《여명의 그날》- 황정자 역
- 1990년 KBS1 8.15 특집드라마 《왕조의 세월》
- 1988년 KBS2 미니시리즈 《그해 겨울은 따뜻했네》- 춘자 역
- 1988년 KBS2 《전설의 고향》 ... 다수 출연
- 1988년 KBS2 일일사극《하늘아 하늘아》
- 1987년 KBS2 《형사 25시》 (마지막 부르스 편/둘로 나눌수 없는것 편/화려한 변신 편 등)
- 1987년 KBS1 TV소설 《순애보》
- 1986년 KBS2 주말드라마 《내마음 별과 같이》- 가수 한옥련 역 (대표 작품)
- 1986년 KBS2 tv문학관 《그해 여름》- 분순이 역
- 1986년 KBS2 주간 연속사극 《길손》
- 1985년 KBS1 특집드라마 《황토》
- 1986년 KBS2 tv문학관 《B사감과 러브레타》
- 1985년 KBS2 tv문학관 《노래여 마지막 노래여》
- 1984년 KBS2 주간연속극 《경상도 아가씨》
- 1984년 KBS TV소설 《마지막 잎새》- 홍윤희 역
- 1983년 KBS2 반공드라마 《전우》
- 1983년 KBS2 주간연속극 《산유화》
- 1983년 KBS2 일일연속극 《엄마는 바빠요》
- 1983년 KBS2 주말연속극 《해빙》
- 1982년 KBS2 《세자매》

### 연극
- 최윤일 감독 《0.917》 ... 주연
- 2023년 악극[부모님전상서] ..주연 영순 역
- 2023년 청춘극장[낭만콘서트]-Mc역
- 2025년 코미디뮤지컬 [줌마시대]...주연 금자 역
- 2025년 융합극 [슬로우워킹]

## 연기 외 활동

### 텔레비전 프로그램
- 1985년 《아침마당》 ... 63빌딩 개관시 아쿠아리움 소개
- 1987년 《가족오락관》 ... 김성환씨와 출연
- 1987년 ~2024년 《가요무대》 ... 다수 출연
- 1988년 《KBS 연기대상》출연

### 라디오 프로그램
- 《라디오쇼》 ... 곽규호씨와 공동 MC

### 광고
- 유한양행 - 알로텐 샴푸
- 신영와코루 - 비너스
- 아모레퍼시픽
- 반도패션 - 죠느망

## 가수 활동
- 1987년《이마음 별이 되어》오아시스사,지명길작사,김남균작곡
- 최기섭과 메들리 취입
- 2020년 <나쁜 남자> 이진관 작사,작곡
- 2021년 <산소같은 여자><떠나는 낙엽><불굴의 코리아> 이정우 작곡, 정서임 작사,고경환 편곡

## 미국 활동
- 1999년~2000년 미주방송 KBC 《라디오 2시뉴스》 - 진행
- 2000년 WKTV 《홈쇼핑》 - 희극인 송영길 씨와 진행
- 2007년 부동산 방송 《오픈하우스》 - 진행